# Альберти, Саломон
Саломон Альбе́рти (нем. Salomon Alberti; 1540—1600) — известный анатом и педагог XVI века.
Саломон Альберти родился 30 сентября 1540 года в Германии в земле Саксония-Анхальт в городе Наумбург.
После получения им медицинского образования и необходимой практики исполнял обязанности лейб-медика при саксонском дворе. Он открыл почечные сосочки, впервые описал строение почек, слезных и мочевых путей.
Преподавал студентам анатомию в Виттенбергском университете.
Важнейшее из его сочинений: «Historia plerumque humani corporis partium» (Виттенберг, множ. изданий, 1583—1630).
Саломон Альберти скончался 28 марта 1600 года в городе Дрездене.